# MTNシリア
MNTシリア（アラビア語: إم تي إن سوريا、英語: MTN Syria）は、シリアの携帯電話事業者。以前はアリーバ（Areeba）のブランドで事業を展開していた。

## 概要
シリアに2社ある携帯会社の1つ。
2012年の時点でシリアにある携帯普及台数約1300万回線の内、約600万回線を同社が提供しているとされる。MTNグループに属する。CEOはラーミー・マフルーフ、アサド大統領の親族に当たる。

## MTN Syria at a glance (as of October 2012)
| 携帯電話加入者数 | 597万8660    |
| 人口カバー率     | 99.5%        |
| エリアカバー率   | 80%          |
| 通信規格         | 2G, 3G, 3.5G |
| 販売店           | 3735         |

## リンク
- http://www.mtn.com.sy/